# 天神山城 (三鷹市)
天神山城（てんじんやまじょう）は、東京都三鷹市にあった日本の城。市内では唯一、遺構の残る城郭跡となっている。

## 歴史
天神山城は近くに深大寺城跡がある為、そちらの支城であった。または後北条家の砦であったなど言われているが詳細は不明。
現在、城址は「新川天神山青少年広場」として整備され、北側にある土塁や空堀の遺構を確認することができる。また、仙川の対岸には島屋敷と呼ばれた地名がある。ここには江戸時代、柴田勝家の孫にあたる柴田が築いた陣屋があり、また柴田の兜が祀られている勝淵神社が建立されている。
仙川が真横を流れており、天然の堀の役割を果たしていた可能性が高い。